# Жілберту да Сілва Мелу
Жілберту да Сілва Мелу (порт. Gilberto da Silva Melo, нар. 25 квітня 1976, Ріо-де-Жанейро, Бразилія) — бразильський футболіст, що грав на позиції півзахисника. Його брати Нілдесон і Неліу також футболісти.
У складі збірної — володар Кубка Америки, володар Кубка Конфедерацій.

## Клубна кар'єра
У дорослому футболі дебютував 1995 року виступами за команду клубу «Америка» (Ріо-де-Жанейро), в якій провів два сезони, взявши участь у 44 матчах чемпіонату. 
Своєю грою за цю команду привернув увагу представників тренерського штабу клубу «Фламенго», до складу якого приєднався 1996 року. Відіграв за команду з Ріо-де-Жанейро наступні два сезони своєї ігрової кар'єри. Більшість часу, проведеного у складі «Фламенго», був основним гравцем команди.
Протягом 1998—1999 років захищав кольори команди клубу «Крузейру».
1999 року уклав контракт з італійським клубом «Інтернаціонале», у складі якого провів наступний сезон. 
Згодом з 2002 по 2004 рік грав у складі команд клубів «Греміо» та «Сан-Каетану».
З 2004 року три сезони захищав кольори команди клубу «Герта». Граючи у складі «Герти» також здебільшого виходив на поле в основному складі команди.
Протягом 2008—2009 років захищав кольори команди клубу «Тоттенгем Готспур».
З 2009 року два сезони захищав кольори команди клубу «Крузейру». Тренерським штабом нового клубу також розглядався як гравець «основи».
Протягом 2011—2012 років захищав кольори команди клубу «Віторія» (Салвадор).
Завершив професійну ігрову кар'єру у клубі «Америка Мінейру», за команду якого виступав протягом 2012 року.

## Виступи за збірну
2003 року дебютував в офіційних матчах у складі національної збірної Бразилії. Протягом кар'єри у національній команді, яка тривала 8 років, провів у формі головної команди країни 35 матчів, забивши 1 гол.
У складі збірної був учасником розіграшу Кубка конфедерацій 2003 у Франції, розіграшу Кубка конфедерацій 2005 у Німеччині, здобувши того року титул переможця турніру, чемпіонату світу 2006 у Німеччині, розіграшу Кубка Америки 2007 у Венесуелі, здобувши того року титул континентального чемпіона, чемпіонату світу 2010 у ПАР.
| Дата       | Місто              | Господарі | Результат | Гості         | Турнір                          | Голи | Примітки |
| ---------- | ------------------ | --------- | --------- | ------------- | ------------------------------- | ---- | -------- |
| 11-06-2003 | Абуджа (місто)     | Нігерія   | 0 – 3     | Бразилія      | товариський матч                | -    |          |
| 23-06-2003 | Сент-Етьєн         | Бразилія  | 2 – 2     | Туреччина     | Кубок Конфедерацій              | -    |          |
| 09-02-2005 | Гонконг            | Гонконг   | 1 – 7     | Бразилія      | Кубок Карлсберга                | -    |          |
| 16-06-2005 | Лейпциг            | Бразилія  | 3 – 0     | Греція        | Кубок Конфедерацій              | -    |          |
| 19-06-2005 | Ганновер           | Бразилія  | 0 – 1     | Мексика       | Кубок Конфедерацій              | -    |          |
| 25-06-2005 | Нюрнберг           | Німеччина | 2 – 3     | Бразилія      | Кубок Конфедерацій              | -    |          |
| 29-06-2005 | Франкфурт-на-Майні | Бразилія  | 4 – 1     | Аргентина     | Кубок Конфедерацій              | -    |          |
| 09-05-2005 | Ла-Пас             | Болівія   | 1 – 1     | Бразилія      | Відбір до ЧС 2006               | -    |          |
| 04-06-2006 | Женева             | Бразилія  | 4 – 0     | Нова Зеландія | товариський матч                | -    |          |
| 22-06-2006 | Дортмунд           | Бразилія  | 4 – 1     | Японія        | ЧС 2006                         | 1    |          |
| 16-08-2006 | Осло               | Норвегія  | 1 – 1     | Бразилія      | товариський матч                | -    |          |
| 03-09-2006 | Лондон             | Бразилія  | 3 – 0     | Аргентина     | товариський матч                | -    |          |
| 05-09-2006 | Лондон             | Бразилія  | 2 – 0     | Уельс         | товариський матч                | -    |          |
| 06-02-2007 | Лондон             | Бразилія  | 0 – 2     | Португалія    | товариський матч                | -    |          |
| 24-03-2007 | Гетеборг           | Бразилія  | 4 – 0     | Чилі          | товариський матч                | -    |          |
| 01-06-2007 | Лондон             | Англія    | 1 – 1     | Бразилія      | товариський матч                | -    |          |
| 27-06-2007 | Пуерто-Ордас       | Мексика   | 2 – 0     | Бразилія      | Копа Америка 2007               | -    |          |
| 01-07-2007 | Пуерто-Ордас       | Бразилія  | 3 – 0     | Чилі          | Копа Америка 2007               | -    |          |
| 04-07-2007 | Пуерто-ла-Крус     | Бразилія  | 1 – 0     | Еквадор       | Копа Америка 2007               | -    |          |
| 07-07-2007 | Пуерто-ла-Крус     | Бразилія  | 6 – 1     | Чилі          | Копа Америка 2007 - чвертьфінал | -    |          |
| 10-07-2007 | Маракайбо          | Уругвай   | 2 – 2     | Бразилія      | Копа Америка 2007 - півфінал    | -    |          |
| 15-07-2007 | Маракайбо          | Бразилія  | 3 – 0     | Аргентина     | Копа Америка 2007 - фінал       | -    |          |
| 09-09-2007 | Чикаго             | США       | 2 – 4     | Бразилія      | товариський матч                | -    |          |
| 12-09-2007 | Фоксборо           | Мексика   | 1 – 3     | Бразилія      | товариський матч                | -    |          |
| 14-10-2007 | Богота             | Колумбія  | 0 – 0     | Бразилія      | Відбір до ЧС 2010               | -    |          |
| 17-10-2007 | Ріо-де-Жанейро     | Бразилія  | 5 – 0     | Еквадор       | Відбір до ЧС 2010               | -    |          |
| 18-11-2007 | Ліма               | Перу      | 1 – 1     | Бразилія      | Відбір до ЧС 2010               | -    |          |
| 21-11-2007 | Сан-Паулу          | Бразилія  | 2 – 1     | Уругвай       | Відбір до ЧС 2010               | -    |          |
| 31-05-2008 | Сієтл              | Канада    | 2 – 3     | Бразилія      | товариський матч                | -    |          |
| 06-06-2008 | Бостон             | Бразилія  | 0 – 2     | Венесуела     | товариський матч                | -    |          |
| 15-06-2008 | Асунсьйон          | Парагвай  | 2 – 0     | Бразилія      | Відбір до ЧС 2010               | -    |          |
| 18-06-2008 | Белу-Оризонті      | Бразилія  | 0 – 0     | Аргентина     | Відбір до ЧС 2010               | -    |          |
| 07-06-2010 | Дар-ес-Салам       | Танзанія  | 1 – 5     | Бразилія      | товариський матч                | -    |          |
| 28-06-2010 | Йоганнесбург       | Бразилія  | 3 – 0     | Чилі          | ЧС 2010 - 1/8 фіналу            | -    |          |
| 02-07-2010 | Порт-Елізабет      | Бразилія  | 1 – 2     | Нідерланди    | ЧС 2010 - чвертьфінал           | -    |          |
| Усього     |                    | Матчів    | 35        |               | Голів                           | 1    |          |

## Титули і досягнення
- Володар Кубка Конфедерацій: 2005
- Володар Кубка Америки: 2007